# VC Strassen
Volleyball Club Strassen – luksemburski klub siatkarski ze Strassen, założony w 1972 roku. Obecnie występuje w najwyższej klasie rozgrywkowej (Division Nationale).
W latach 2011–2016 w drużynie występował luksemburczyk polskiego pochodzenia Kamil Rychlicki. Natomiast w sezonie 2014/2015 bronił barw klubu Polak Łukasz Owczarz. W latach 2020–2022 w zespole grał Michał Bednarek. Od sezonu 2021/2022 klub nosi nazwę VC Stroossen.

## Europejskie puchary
| Sezon     | Europejskie puchary              | Osiągnięcie                   |
| --------- | -------------------------------- | ----------------------------- |
| 1985/1986 | Puchar Europy Zdobywców Pucharów | runda wstępna                 |
| 1986/1987 | Puchar Europy Zdobywców Pucharów | runda wstępna                 |
| 1987/1988 | Puchar Europy Mistrzów Klubowych | runda wstępna                 |
| 1989/1990 | Puchar Europy Mistrzów Klubowych | 1/8 finału                    |
| 1990/1991 | Puchar Europy Mistrzów Klubowych | I runda                       |
| 1991/1992 | Puchar Europy Zdobywców Pucharów | runda wstępna                 |
| 1992/1993 | Puchar CEV                       | faza kwalifikacyjna           |
| 1993/1994 | Puchar CEV                       | faza kwalifikacyjna - I runda |
| 1994/1995 | Puchar Europy Mistrzów Klubowych | I runda                       |
| 1995/1996 | Puchar CEV                       | faza główna                   |
| 2004/2005 | Puchar Top Teams                 | faza kwalifikacyjna           |
| 2005/2006 | Puchar Top Teams                 | faza kwalifikacyjna           |
| 2008/2009 | Puchar Challenge                 | I runda                       |
| 2010/2011 | Puchar Challenge                 | I runda                       |
| 2011/2012 | Puchar Challenge                 | III runda                     |
| 2012/2013 | Puchar Challenge                 | II runda                      |
| 2014/2015 | Puchar Challenge                 | III runda                     |
| 2017/2018 | Puchar Challenge                 | kwalifikacje                  |
| 2022/2023 | Puchar Challenge                 | 1/16 finału                   |

## Sukcesy
Puchar Luksemburga:
- 1986, 1996, 2005, 2007, 2008, 2009, 2010, 2012, 2013, 2014, 2015, 2016, 2019, 2022, 2023[1], 2024

Mistrzostwa Luksemburga:
- 1987, 1989, 1990, 1994, 2004, 2006, 2007, 2010, 2011, 2012, 2014, 2015, 2016, 2017, 2021, 2022
- 2008, 2013, 2018
- 2009, 2019

Superpuchar Luksemburga:
- 2019, 2023, 2024